# Neuville-sur-Ain
Neuville-sur-Ain là một xã ở tỉnh Ain, vùng Rhône-Alpes thuộc miền đông nước Pháp.